# Accident d'Allinges
L'accident d'Allinges est une collision survenue le 2 juin 2008 au passage à niveau de Mésinges, sur le territoire de la commune d'Allinges, dans le département français de la Haute-Savoie entre un autocar transportant des collégiens de la région resté bloqué sur la voie et un train TER qui assure la liaison entre Évian-les-Bains et Genève. La violente collision fait 7 morts et 25 blessés, dont 4 grièvement.
L'événement provoque un vif émoi dans le pays.

## Déroulement

### Contexte
Le 2 juin 2008, deux classes de cinquième du récent (ouvert en 2006) collège Théodore-Monod de Margencel, commune voisine d'Allinges, sont en excursion dans la région à l'initiative de M. Jandin, un professeur d'histoire-géographie de l'établissement. Ils visitent les deux châteaux médiévaux d'Allinges dans la matinée. 
L'excursion avait déjà été repoussée plusieurs fois à cause de la pluie. Bien qu'il pleuve encore ce lundi 2 juin, il est décidé de la maintenir.
Sur le chemin du retour, des travaux conduisent le chauffeur du car scolaire à emprunter un autre itinéraire, qui passe par le passage à niveau de Mésinges, ou passage à niveau no 68, qui franchit la ligne de Longeray-Léaz au Bouveret. 

### Passage à niveau
Le passage à niveau était équipé de demi-barrières brisables (SAL* 2) à fonctionnement automatique pour contrôler l'entrée des véhicules sans gêner la sortie lorsque les véhicules peuvent rester sur leur voie.
Bien qu'en bon état, c'est un passage compliqué, situé en bas d'une pente légère, suivi d'un virage en épingle vers la droite, après lequel il faut céder le passage pour s'engager sur la route principale. Il est d'autant plus difficile à franchir pour un véhicule de grand gabarit comme un autocar.
La télésurveillance du passage à niveau de type Système Informatique d'Aide à la Maintenance gère différentes informations : type de données (telles que circulations ferroviaires, mise en action de la signalisation), horodatage, description de l'information (notamment occupation de portion de voie, événement de barrière), alarmes des gestionnaires en cas d'anomalie.
D'après le rapport d'enquête du BEA-TT, la géométrie de la route comporte une pente de 10% entre les deux rails, signalée par un panneau A2a.
Ce passage à niveau est emprunté quotidiennement par 38 trains et 2067 véhicules routiers, soit un moment de 78546 — 2067 vh/j x 38 trains —  mais les autocars ne l'empruntent pas habituellement.
D'après le rapport d'enquête du BEA-TT, le passage à niveau a été le lieu d'accrochages dont la plupart n'avaient pas été signalés au gestionnaire du passage à niveau.

### Accident

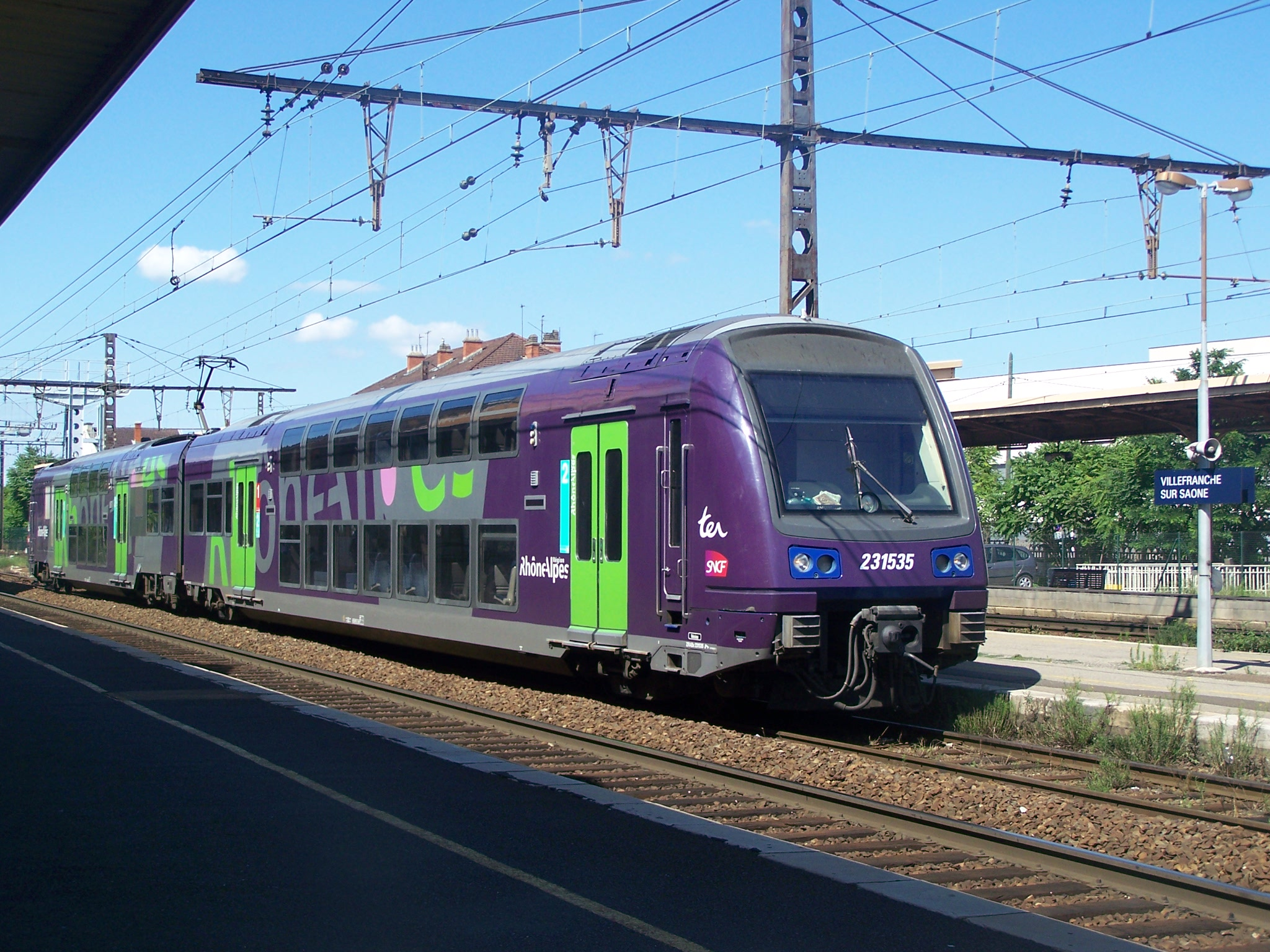
Une rame Z 23500 du TER Rhône-Alpes.

Vers 13 h 50, l'autocar qui transporte les cinquante élèves et leurs cinq professeurs accompagnants arrive au passage à niveau sous une pluie battante. Le chauffeur, dont la visibilité est réduite, marque un premier temps d'arrêt avant de s'engager, ayant senti un contact de l'avant du bus avec le revêtement de la route. Il constate que le signal lumineux du franchissement l'autorise à traverser puis s'engage à faible vitesse pour ne pas abîmer son véhicule,.
Il fait alors preuve de maladresse : sans doute distrait par le bruit ambiant (radio, chahut des jeunes passagers) et les conditions météorologiques mauvaises, il ne perçoit pas les signaux visuels et sonores qui préviennent de l'abaissement des barrières. Lorsqu'il entend une élève faire remarquer à sa voisine que celles-ci s'abaissent, il croit à une plaisanterie et, surpris, stoppe à nouveau son véhicule,. 
Un professeur lui ordonne de dégager rapidement le passage mais, pour une raison inconnue il n'y parvient pas avant la fermeture des barrières. Les expertises ultérieures n'ayant révélé aucune défaillance de l'accélérateur, il est possible que dans la précipitation il ait calé ou enclenché la mauvaise vitesse. Le car se retrouve bloqué sur la voie ferrée.
À 13 h 52, le train TER 884328 parti quelques minutes plus tôt d'Évian-les-Bains et en route pour la gare de Genève-Eaux-Vives, en Suisse, approche du croisement.  Composé de l'automotrice Z 23512, constituée de deux caisses, il roule à sa vitesse réglementaire de 93 km/h, mais trop élevée pour qu'il puisse s'arrêter à temps. En effet le train sort d'un virage seulement 125 mètres avant d'atteindre le passage à niveau. Malgré l'activation du freinage d'urgence par le conducteur, le train percute l'arrière du véhicule à une vitesse d'au moins 80 km/h.

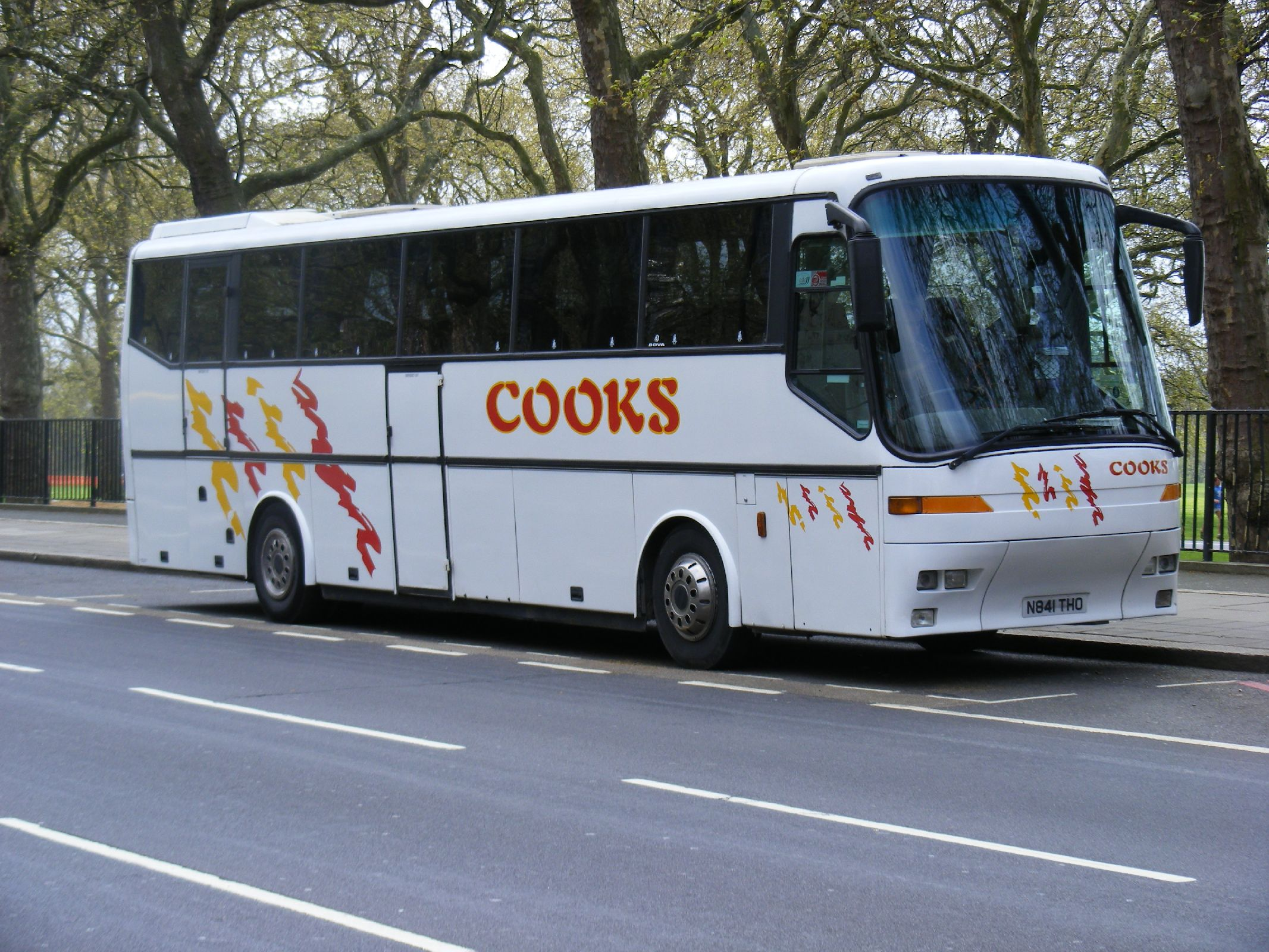
Un autocar Bova Futura, similaire à celui implique dans l’accident.

L'autocar impliqué est un autocar de marque BOVA, type Futura FHX12400A, d'une longueur de 11,990 mètres, d'une largeur de 2,490 mètres et d'une puissance motrice de 400 chevaux-vapeur pour un poids total en charge de 18,100 tonnes. Il appartient à la compagnie Philippe transports basée à Thonon-les-Bains.

## Enquête
Une reconstitution de l'accident est organisée le 16 juin 2009, en présence des familles des victimes, du conducteur du car, des juges, avocats et experts. Afin de restituer au mieux le contexte d'origine, un autocar du même modèle est rempli de sable pour avoir la même masse que celui de l'accident et les rails sont arrosés pour simuler la pluie. C'est cette reconstitution qui permet de déterminer la vitesse à laquelle le train a heurté le car et qui confirme qu'il n'aurait pas pu s'arrêter.

### Témoignages
Le BEA a considéré que certains témoignages paraissent utiles pour éclairer la compréhension et l'analyse des événements nécessaire comme base à ses recommandations.
Le conducteur de l'autocar s'est arrêté avant le passage à niveau à cause d'un véhicule arrivant en sens inverse. Il s'est engagé sans percevoir d'avertissement du passage à niveau. Il s'est trouvé bloqué au milieu de la voie et a été averti par les passagers de la fermeture des barrières à l'arrière des rétroviseurs. Toutefois, sa volonté de dégager l'autocar de la voie est restée infructueuse.

### Relevés techniques
Le BEA a considéré que certains relevés techniques apportaient des éléments de compréhension:
L'épaisseur du tracé du chronotachygraphe de l'autocar correspond à une durée d'environ 13 secondes. Sur cette base, il a été compris que la vitesse de l'autocar se trouvait entre 0 et 13 km/h dans les 35 secondes préalables à la collision.

## Conséquences
Le drame provoque une importante émotion nationale. Un hommage aux victimes rassemble 4 000 personnes, en présence du Premier ministre François Fillon et du président de l'Assemblée nationale Bernard Accoyer.
Le 11 juin, les familles des victimes sont reçues à Paris, au palais de l'Élysée, par le Président de la République Nicolas Sarkozy, les ministres Xavier Darcos et Rachida Dati et le secrétaire d'État aux Transports, Dominique Bussereau.

### Suicide du professeur
Éric Jandin, le professeur qui avait organisé la sortie scolaire, ne se remet pas psychologiquement du drame. L'homme, âgé d'une quarantaine d'années, marié et père de deux filles de 10 et 15 ans, disparaît de son domicile le mercredi 16 juillet, un mois et demi après les faits. Prévenus par son épouse, les gendarmes le retrouvent mort, le lendemain, pendu à un arbre dans un bois à Fessy. Bien qu'il semblât aller mieux les jours précédents, il éprouvait un fort sentiment de culpabilité pour n'avoir pas, une fois de plus, décalé l'excursion.
Il était de plus, semble-t-il, déjà fragilisé par le suicide d'un jeune collègue deux semaines avant l'accident.
Sa mort provoque une nouvelle émotion au collège de Margencel, où le principal Patrick Bermond réunit les professeurs et accepte de recevoir les familles de victimes qui le souhaitent. Plusieurs d'entre elles se constituent alors parties civiles. Leur avocat, Georges Rimondi, qui qualifie ce suicide d'« acte abominable », rappelle que ses clients n'ont aucun grief envers M. Jandin.

### Procès
Le procès a lieu en avril 2013, près de cinq ans après les faits, au tribunal de Thonon-les-Bains. Le jugement est rendu le 26 juin, il reconnaît la culpabilité du chauffeur, de la SNCF et de RFF.
Le chauffeur est reconnu coupable d'homicide involontaire par maladresse et imprudence et est condamné à deux ans de prison avec sursis et à une interdiction de conduire un véhicule de transport en commun pendant cinq ans.
La SNCF et RFF sont reconnues coupables d'imprudence pour n'avoir pas respecté leur obligation légale de sécurité. Bien que celui de Mésinges fût en bon état, RFF était mal informée de manière générale de l'état de ses passages à niveau. La SNCF, quant à elle, n'a pas pris en compte la dangerosité du passage no 68, due à sa configuration, et cela malgré les nombreuses traces de ripage constatées et la connaissance du problème par des agents. Les deux entreprises sont aussi reconnues coupables d'homicide involontaire envers M. Jandin, son suicide étant une conséquence du drame.

### Fermeture du passage

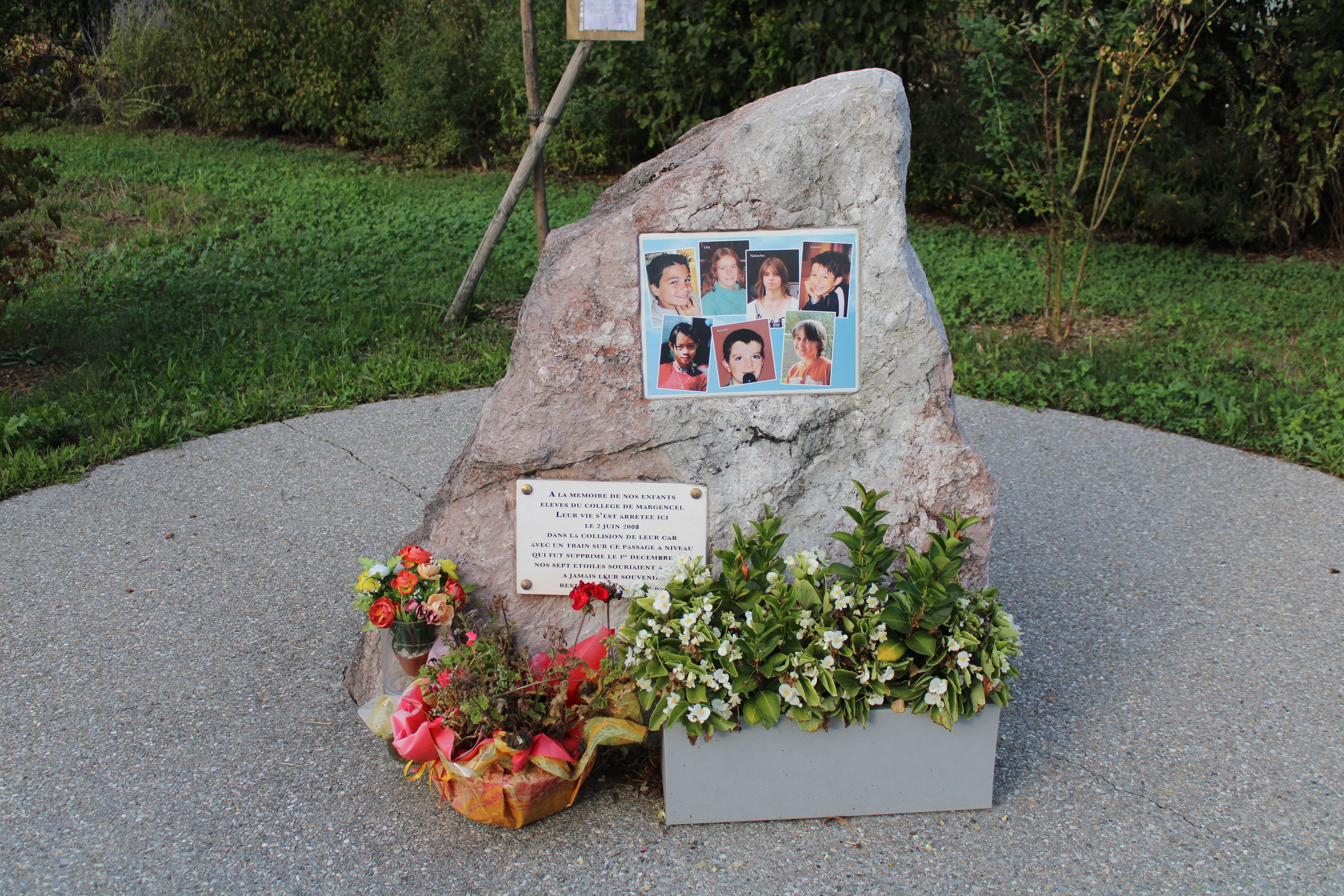
Le mémorial aux victimes de l’accident, implanté à proximité de l’ancien passage à niveau.

Le mardi 1er décembre 2015, après deux ans de travaux, le passage est fermé à la circulation. Le matin, les membres de l'association Sourire des Anges organisent une cérémonie pour les familles des victimes et inaugurent une nouvelle plaque.

### Recommandations du BEA-TT
Dans son rapport d'enquête, le BEA-TT émet trois recommandations:
| N°                | Service                                                                       | Description |
| ----------------- | ----------------------------------------------------------------------------- | --- |
| Recommandation R1 | Service d'études sur les transports, les routes et leurs aménagements – Sétra | «Dans la note d'accompagnement de la grille d'inspection de sécurité des passages à niveau, préciser que la détection de mauvaises conditions de franchissement par certains véhicules routiers autorisés doit conduire les inspecteurs à recommander au maître d'ouvrage : - d'interdire le passage des véhicules qui ne peuvent pas franchir le passage à niveau dans des conditions de sécurité acceptables - de faire réaliser une étude complémentaire visant à déterminer les mesures à mettre en œuvre afin d'assurer un franchissement aisé du passage à niveau par tous les véhicules autorisés.» |
| Recommandation R2 | Direction générale des Infrastructures, des Transports et de la Mer – DGITM   | «Compléter l'arrêté du 18 mars 1991 (article 10) en précisant que le délai de fermeture d'un passage à niveau doit permettre à tout véhicule routier lourd autorisé, s'engageant au moment de l'annonce d'un train, d'avoir dégagé la barrière d'entrée du sens de circulation opposé avant que celle-ci ne s'abaisse.» |
| Recommandation R3 | Direction Générale des Infrastructures, des Transports et de la Mer -DGITM    | «Dans l'arrêté du 18 mars 1991 (article 9), traiter le cas des feux rouges clignotants additionnels qui peuvent être installés à l'arrière des feux de droite des passages à niveau. Préciser le domaine d'emploi de ces feux additionnels (par exemple, visibilité du feu de gauche insuffisante, PN situé dans une courbe routière, impossibilité de croisement des véhicules routiers ou délais de franchissement longs).». |

Le rapport d'enquête énonce également la question de la formation des conducteurs et les campagnes d'information menées pour la sécurité aux passages à niveau. Selon le rapport d'enquête la question du délai maximum de traversée ou de la vitesse  minimum  à  respecter   par  les   usagers  routiers et  particulièrement  les  conducteurs  de véhicules lourds devrait être abordée.

### Effets des recommandations
La recommandation 1, adressée au SETRA a permis l'élaboration d'une grille pour aider les maitres d'ouvrage routiers; mais les mesures correctives et palliatives ne relèvent pas du SETRA.
Les recommandations 2 et 3, adressées à la DGITM ont conduit à la réforme de l'arrêté . En particulier, l'arrêté du 18 mars 1991 relatif au classement, à la réglementation et à l'équipement des passages à niveau, dans sa version consolidée au 20 octobre 2019 contient dans ses articles 9 et 10 les alinéas apportés pas l'arrêté du 19 avril 2017 
de Ségolène Royal et Alain Vidalies qui disposent:

« Au plus tard au 1er janvier 2020, lorsqu'en raison de la configuration de la route la visibilité d'un feu rouge clignotant est limitée, un ou plusieurs feux rouges clignotants peuvent être ajoutés. »

— Article 9

« Le délai de fermeture d'un passage à niveau doit permettre aux catégories de véhicules routiers lourds mentionnés à l'article R. 323-6 du code de la route, déjà engagés alors qu'une annonce au passage à niveau se déclenche, d'avoir dégagé la barrière d'entrée du sens de circulation opposé avant que celle-ci ne s'abaisse.
A défaut, la catégorie de véhicule routier est interdite de passage. Cette interdiction est reflétée sur le terrain par une signalisation routière, avancée et de position, conforme aux dispositions de l'instruction interministérielle sur la signalisation routière. »

— Article 10

## Mémoriaux
Une stèle est inaugurée dans la cour du château d'Allinges-Neuf le 2 juin 2009, un an jour pour jour après le drame, en présence des familles et des camarades des victimes, ainsi que de différents officiels dont le sous-préfet de Thonon Jean-Yves Moracchini, le maire d’Allinges Jean-Pierre Fillion, le député-maire d’Evian Marc Francina, le maire de Thonon et vice-président du Conseil général Jean Denais, le colonel Kim de la Gendarmerie Nationale et le président du conseil général de la Haute-Savoie Christian Monteil.